# Абу Фаріс аль-Мутамід
Абу Фаріс аль-Мутамід (араб. أبو فارس المعتمد; д/н — 1 червня 1283) — 5-й султан і 4-й халіф Держави Хафсідів з березня до червня 1283 року. Повне ім'я Абу Фаріс Абд аль-Азіз ібн Ібрагім аль-Мутамід біллах. Також відомий як Абд аль-Азіз I.

## Життєпис
Старший син Абу Ісхак Ібрагіма. Дата народження достеменно невідомо. У 1253 році після поразки повстання батька проти халіфа Мухаммада I за різними відомостями втік разом з Абу Ісхак Ібрагімом до Гранади або був схоплений та запроторений до в'язниці разом з братами.
1279 року після захоплення трону батьком призначається валі Беджаї, одного з ключових міст держави. 1282 року придушив повстання Ібн аль-Вазіра, валі Костянтини, що розраховував на підтримку арагонців. Втім Аль-Фаріс діяв настільки швидко, що повсталі не зуміли організувати гідний опір. Аль-Вазіра схопили й стратили. Арагонці прибули занадто пізно, тому вимушені були відступити.
1282 року на півдні Іфрікії поширилося повстання на чолі із Ахмадом ібн Абу Умара. який завдав поразки Абу Ісхак Ібрагіму, що втік до беджаї. Тут в березні 1283 року Абу Фаріс змусив батька зректися владу на свою користь. Оголосив себе халіфом під ім'ям Аль-Мутамід («Той, хто сподівається»). Проте 1 червня того ж року в битві біля фортеці Сінан Абу Фаріс зазнав поразки й загинув разом з 2 своїми братами. Невдовзі Абу Ісхака Ібрагіма було схоплено й страчено. Ахмад ібн Абу Умара отримав владу в державі.